# Ruud Geels
Geertruida «Ruud» Maria Geels (pronunciación: [ˈɣeːr.ˌtrœy̯.da (ˈryt) ˈmaː.ria ˈɣeːls]) (Haarlem, 28 de julio de 1948-Haarlem, 18 de noviembre de 2023) fue un futbolista neerlandés. Jugó como delantero en el Feijenoord, Club Brugge, Ajax, RSC Anderlecht y PSV. Geels era considerado un especialista temible y muy efectivo en remates de cabeza. Se convirtió en cinco veces en el máximo goleador de la Eredivisie.

## Carrera

### Telstar, Feijenoord (1965-1970)
Geels jugó al fútbol para los aficionados del DSS y Onze Gezellen, donde también jugó al béisbol, antes de terminar en Telstar en Velsen/IJmuiden.[1] Debutó el 27 de febrero de 1966 a la edad de diecisiete años en un partido fuera de casa contra el Feijenoord. Era semiprofesional y además de su carrera futbolística, trabajaba como pintor de casas. Después de ocho partidos y cinco goles con Telstar, el atacante fue vendido en el verano de 1966 al Feijenoord, que pagó por él la entonces elevada tasa de transferencia de 165.000 florines. Sin embargo, en el Feijenoord perdió la competencia por el puesto de delantero ante Ove Kindvall. En cuatro temporadas en el Feijenoord, Geels jugó 89 partidos ligueros y marcó 46 goles. En la Copa de Europa disputó cinco partidos y marcó seis goles. Ganó tres premios en este período: el campeonato nacional y la Copa KNVB, ambos en la temporada 1968/69 y la I Copa de Europa en la temporada 1969/1970. Sin embargo, Geels no formó parte de la selección en la final de la I Copa de Europa.

### Go Ahead y Club Brujas (1970-1974)
En 1970, Geels se marchó al Go Ahead, el club del entrenador Barry Hughes, al que una temporada más tarde se le añadió el nombre "Eagles". Jugó en este equipo durante dos temporadas, durante las cuales marcó 35 goles. En 1972, Geels fue por primera vez a jugar al fútbol en el extranjero, para el Club Brujas belga. Aquí Geels anotó veintiocho goles en 53 partidos. En su primera temporada, Geels se proclamó campeón de Bélgica con el Club Brugge. Después de esto, Geels jugó una segunda temporada en el Club Brugge.

### Ajax (1974-1978)
Inmediatamente después del Mundial de Fútbol de 1974, Geels pasó al AFC Ajax, en el que jugó durante cuatro temporadas. En 131 partidos de liga, Geels marcó 123 goles. Esto lo convirtió en el máximo goleador de la Eredivisie cuatro veces seguidas. Marcó cinco goles contra el Feyenoord el 1 de noviembre de 1975 (resultado 6-0). El sexto gol de Geels fue anulado justo antes del final. Geels también se convirtió en el máximo goleador de la III Copa de Europa en la temporada 1975/1976 con catorce goles. Fue campeón nacional una vez con el Ajax (1976/1977), segundo una vez y tercero dos veces. En la temporada 1977/78 disputó la final de la copa KNVB con el Ajax. Este partido se perdió 1-0 contra el AZ'67.

### RSC Anderlecht (1978-1979)
Por segunda vez en su carrera se marchó a un equipo belga en 1978, esta vez al club bruselense RSC Anderlecht. Jugó aquí una temporada en la que marcó 25 goles. RSC Anderlecht terminó segundo en la liga belga esta temporada e incluyó al delantero izquierdo de Amsterdam Rob Rensenbrink en sus filas.

### Esparta, PSV, NAC (1979-1984)
Su regreso a Holanda a partir de la temporada 1979/1980 fue con el Sparta Rotterdam, donde se convirtió en máximo goleador de la Eredivisie por quinta vez en la temporada 1980/1981. Tras dos temporadas y 36 goles, abandonó el club para jugar en el PSV en la temporada 1981/1982. El traspaso al PSV convirtió a Geels en el primer jugador en jugar en los tres mejores clubes de Holanda.[2]
En su primera temporada en Eindhoven, Geels jugó 28 partidos y marcó quince goles. Al inicio de su segunda temporada en el PSV apenas jugó en el PSV y acabó en el banco de suplentes. En octubre de 1982 se trasladó a NAC. En una construcción especial entró en nómina del fabricante Jamin, que lo cedió a NAC por un período de dos años y ocho meses. [3] Después de la temporada 1982/1983, el NAC descendió de la Eredivisie. En diciembre de 1983, Geels se desvió del rumbo. En enero de 1984 se rescindió su contrato y se retiró del fútbol profesional. [4] Con 265 goles en la Eredivisie, Geels ocupa el segundo lugar en la lista de máximos goleadores de todos los tiempos, detrás de Willy van der Kuijlen del PSV. Geels se entrenó en HFC EDO y luego jugó béisbol y softbol en Onze Gezellen. [5]

## Equipo nacional holandés
Geels jugó veinte veces con la selección holandesa y marcó once goles. [6] Estuvo en el equipo para el Mundial de 1974 con la camiseta número 1, [7] pero no fue seleccionado. Más tarde describió su estancia en Alemania Occidental como "las peores semanas de mi vida" , no tanto por no jugar sino principalmente por el acoso diario del dúo del Ajax, Wim Suurbier y Ruud Krol. Jugó en el Campeonato de Europa de fútbol de 1976, inicialmente como reserva. Marcó tres goles, dos de ellos en el partido por el tercer puesto contra el país anfitrión Yugoslavia, incluido el decisivo 2-3 en la prórroga. En 1977, Geels renunció a su puesto de reserva en la selección holandesa y por lo tanto, se perdió la Copa Mundial de Fútbol de 1978 en Argentina en donde con su capacidad goleadora, mucho hubiese ayudado. Regresó a la selección holandesa a finales de 1978 y jugaría por última vez como jugador internacional en 1981.
| Mundial                        | Sede                | Resultado  |
| ------------------------------ | ------------------- | ---------- |
| Copa Mundial de Fútbol de 1974 | Bandera de Alemania | Subcampeón |

## Clubes
| Club                  | País         | Año       |
| --------------------- | ------------ | --------- |
| Telstar               | Países Bajos | 1964-1966 |
| Feyenoord de Róterdam | Países Bajos | 1966-1970 |
| Go Ahead Eagles       | Países Bajos | 1970-1972 |
| Club Brujas           | Bélgica      | 1972-1974 |
| Ajax Ámsterdam        | Países Bajos | 1974-1978 |
| RSC Anderlecht        | Bélgica      | 1978-1979 |
| Sparta Rotterdam      | Países Bajos | 1979-1981 |
| PSV Eindhoven         | Países Bajos | 1981-1982 |
| NAC Breda             | Países Bajos | 1982-1984 |

## Palmarés

### Campeonatos nacionales
| Título                      | Club                  | País         | Año     |
| --------------------------- | --------------------- | ------------ | ------- |
| Eredivisie                  | Feyenoord de Róterdam | Países Bajos | 1968-69 |
| Copa de los Países Bajos    | Feyenoord de Róterdam | Países Bajos | 1968-69 |
| Primera División de Bélgica | Club Brujas           | Bélgica      | 1972-73 |
| Eredivisie                  | Ajax Ámsterdam        | Países Bajos | 1976-77 |

### Copas internacionales
| Título         | Club                  | País         | Año  |
| -------------- | --------------------- | ------------ | ---- |
| Copa de Europa | Feyenoord de Róterdam | Países Bajos | 1970 |

### Distinciones individuales
| Distinción                                  | Año  |
| ------------------------------------------- | ---- |
| Máximo goleador de la Eredivisie (30 goles) | 1975 |
| Máximo goleador de la Eredivisie (29 goles) | 1976 |
| Máximo goleador de la Eredivisie (34 goles) | 1977 |
| Máximo goleador de la Eredivisie (30 goles) | 1978 |
| Máximo goleador de la Eredivisie (22 goles) | 1981 |